# Liste der denkmalgeschützten Objekte im Okres Semily
Grundlage dieser Liste der denkmalgeschützten Objekte im Okres Semily ist die ÚSKP-Liste (tschechisch Ústřední seznam kulturních památek České republiky ‚Zentrale Liste der Kulturdenkmäler der Tschechischen Republik‘), die von der tschechischen Denkmalschutzbehörde NPÚ (tschechisch Národní památkový ústav ‚Nationale Denkmalbehörde‘) seit 1987 geführt wird und an die seit dem Jahre 1850 geschaffenen Listen anschließt.
Die folgenden Angaben ersetzen nicht die rechtsverbindliche Auskunft der Denkmalbehörde.
Die denkmalgeschützten Objekte werden hier für die einzelnen Gemeinden im Okres Semily aufgelistet. Außerdem gibt es separate Listen für folgende Orte:
- Liste der denkmalgeschützten Objekte in Benešov u Semil
- Liste der denkmalgeschützten Objekte in Háje nad Jizerou
- Liste der denkmalgeschützten Objekte in Horní Branné
- Liste der denkmalgeschützten Objekte in Jablonec nad Jizerou
- Liste der denkmalgeschützten Objekte in Jilemnice
- Liste der denkmalgeschützten Objekte in Lomnice nad Popelkou
- Liste der denkmalgeschützten Objekte in Nová Ves nad Popelkou
- Liste der denkmalgeschützten Objekte in Paseky nad Jizerou
- Liste der denkmalgeschützten Objekte in Roprachtice
- Liste der denkmalgeschützten Objekte in Rokytnice nad Jizerou
- Liste der denkmalgeschützten Objekte in Semily
- Liste der denkmalgeschützten Objekte in Turnov
- Liste der denkmalgeschützten Objekte in Vysoké nad Jizerou

## Bělá(Biehla)
| Lage                                                   | Objekt                              | Beschreibung                        | ÚSKP-Nr.                  | Bild                                |
| ------------------------------------------------------ | ----------------------------------- | ----------------------------------- | ------------------------- | ----------------------------------- |
| Bělá 102 (Standort)                                    | Haus Nr. 102                        | Bauernhaus                          | 100493 Info Katalog       | Haus Nr. 102                        |
| Bělá 90 (Standort)                                     | Bauernhaus Nr. 90                   | Bauerngehöft                        | 14071/6-2482 Info Katalog | Bauernhaus Nr. 90                   |
| Bělá 89 (Standort)                                     | Bauernhaus Nr. 89                   | Bauerngehöft                        | 31121/6-2481 Info Katalog | Bauernhaus Nr. 89                   |
| Bělá, bei Haus Nr. 139 (Standort)                      | Statue der Taufe Christi            | Statue der Taufe Christi            | 35445/6-4758 Info Katalog | Statue der Taufe Christi            |
| Bělá 98 (Standort)                                     | Bauernhaus Nr. 98                   | Bauerngehöft                        | 36197/6-2797 Info Katalog | BW                                  |
| Bělá, östlich von der Dreifaltigkeitskirche (Standort) | Statue des hl. Johannes von Nepomuk | Statue des hl. Johannes von Nepomuk | 41506/6-4759 Info Katalog | Statue des hl. Johannes von Nepomuk |

## Benecko(Benetzko)
| Lage                                              | Objekt                                    | Beschreibung                                                               | ÚSKP-Nr.                  | Bild           |
| ------------------------------------------------- | ----------------------------------------- | -------------------------------------------------------------------------- | ------------------------- | -------------- |
| Benecko, Hronová 67 (Standort)                    | Hronova-Hütte (Hronova chalupa)           | Bauernhaus – Hronova-Hütte                                                 | 33835/6-2490 Info Katalog | BW             |
| Benecko, Jindrova skála (Standort)                | Gedenktafel des Schriftstellers Josef Šír | Statue und Gedenktafel des Schriftstellers Josef Šír                       | 34907/6-2491 Info Katalog | BW             |
| Dolní Štěpanice (Nieder Stepanitz) (Standort)     | Gedenktafel für Jan Buchar                | Schule, davon nur: Gedenktafel für Jan Buchar                              | 38041/6-2492 Info Katalog | weitere Bilder |
| Dolní Štěpanice, pod podplužním dvorem (Standort) | Burgruine Štěpanický hrad                 | Burgruine Stepanitz, Burgruine aus der zweiten Hälfte des 13. Jahrhunderts | 42150/6-2483 Info Katalog | weitere Bilder |
| Horní Štěpanice 9 (Ober Stepanitz) (Standort)     | Haus Nr. 9                                | Bauernhaus                                                                 | 45905/6-2487 Info Katalog | Haus Nr. 9     |
| Horní Štěpanice 1 (Standort)                      | Pfarrhaus                                 | Pfarrhaus                                                                  | 36024/6-2485 Info Katalog | Pfarrhaus      |
| Horní Štěpanice, Na benátkách 35 (Standort)       | Haus Nr. 35                               | Bauernhaus                                                                 | 34654/6-2489 Info Katalog | Haus Nr. 35    |
| Horní Štěpanice 3 (Standort)                      | Haus Nr. 3                                | Bauernhaus                                                                 | 27973/6-2486 Info Katalog | Haus Nr. 3     |
| Horní Štěpanice (Standort)                        | Kirche der hl. Dreifaltigkeit             | Kirche der hl. Dreifaltigkeit                                              | 29850/6-2484 Info Katalog | weitere Bilder |
| Štěpanická Lhota 18 (Stepanitz Lhota) (Standort)  | Haus Nr. 18                               | Bauernhaus                                                                 | 45204/6-2493 Info Katalog | Haus Nr. 18    |
| Štěpanická Lhota 20 (Standort)                    | Usedlost U Buku                           | Bauerngehöft U Buku                                                        | 31544/6-2494 Info Katalog | BW             |

## Bozkov(Boskau)
| Lage                                   | Objekt                                  | Beschreibung                                                                  | ÚSKP-Nr.                  | Bild                                    |
| -------------------------------------- | --------------------------------------- | ----------------------------------------------------------------------------- | ------------------------- | --------------------------------------- |
| Bozkov 39 (Standort)                   | Gasthaus Nr. 39                         | Gasthaus                                                                      | 104586 Info Katalog       | Gasthaus Nr. 39                         |
| Bozkov 4, 3 (Standort)                 | Bauernhaus Nr. 4, mit Auszugshaus Nr. 3 | Bauerngehöft – Areal mit Wohnhaus mit zwei Scheunen, Keller, Ausgedinge Nr. 3 | 11272/6-5930 Info Katalog | Bauernhaus Nr. 4, mit Auszugshaus Nr. 3 |
| Bozkov, am Weg nach Jesenný (Standort) | Kruzifix                                | Kruzifix                                                                      | 100317 Info Katalog       | Kruzifix                                |
| Bozkov, Cimbál (Standort)              | Sejkorská-Kapelle (Sejkorská kaplička)  | Sejkorská-Kapelle                                                             | 25837/6-2497 Info Katalog | weitere Bilder                          |
| Bozkov, im Zentrum des Orts (Standort) | Kirche Mariä Heimsuchung                | Kirche Mariä Heimsuchung                                                      | 18847/6-2499 Info Katalog | weitere Bilder                          |

## Bradlecká Lhota(Lhota Bradletz)
| Lage                          | Objekt                        | Beschreibung                  | ÚSKP-Nr.                  | Bild           |
| ----------------------------- | ----------------------------- | ----------------------------- | ------------------------- | -------------- |
| Bradlecká Lhota (Standort)    | Mariensäule                   | Mariensäule                   | 34563/6-2508 Info Katalog | weitere Bilder |
| Bradlecká Lhota 41 (Standort) | Niedere Mühle Nr. 41          | Wassermühle                   | 45701/6-2506 Info Katalog | weitere Bilder |
| Bradlecká Lhota (Standort)    | Statue der hl. Dreifaltigkeit | Statue der hl. Dreifaltigkeit | 46734/6-2507 Info Katalog | weitere Bilder |

## Bukovina u Čisté(Bukowina b. Tschiest)
| Lage                                          | Objekt                              | Beschreibung                        | ÚSKP-Nr.                  | Bild                                |
| --------------------------------------------- | ----------------------------------- | ----------------------------------- | ------------------------- | ----------------------------------- |
| Bukovina u Čisté (Standort)                   | Statue des hl. Johannes von Nepomuk | Statue des hl. Johannes von Nepomuk | 51186/6-6219 Info Katalog | Statue des hl. Johannes von Nepomuk |
| Bukovina u Čisté 20, an der Straße (Standort) | Haus Nr. 20                         | Bauernhaus                          | 40093/6-2513 Info Katalog | Haus Nr. 20                         |

## Chuchelna(Kuchelna)
| Lage                                        | Objekt                 | Beschreibung                     | ÚSKP-Nr.                  | Bild           |
| ------------------------------------------- | ---------------------- | -------------------------------- | ------------------------- | -------------- |
| Chuchelna 18 (Standort)                     | Haus „Zu den Eulen“    | Bauernhaus Zu den Eulen (U Sůvů) | 29610/6-2559 Info Katalog | weitere Bilder |
| Chuchelna (Standort)                        | Kalvarienberg-Skulptur | Kalvarienberg-Skulptur           | 49191/6-5995 Info Katalog | weitere Bilder |
| Komárov (Komarow), an der Straße (Standort) | Kruzifix               | Kruzifix                         | 26621/6-2654 Info Katalog | Kruzifix       |

## Čistá u Horek(Tschiest)
| Lage                                  | Objekt                              | Beschreibung                        | ÚSKP-Nr.                  | Bild                                |
| ------------------------------------- | ----------------------------------- | ----------------------------------- | ------------------------- | ----------------------------------- |
| Čistá u Horek 92 (Standort)           | Haus Nr. 92                         | Bauernhaus                          | 24794/6-2518 Info Katalog | Haus Nr. 92                         |
| Čistá u Horek 218 (Standort)          | Haus Nr. 218                        | Bauernhaus                          | 27905/6-2522 Info Katalog | Haus Nr. 218                        |
| Čistá u Horek (Standort)              | Statue der Krönung Mariens          | Statue der Krönung Mariens          | 101344 Info Katalog       | Statue der Krönung Mariens          |
| Čistá u Horek, při čp. 179 (Standort) | Statue des hl. Johannes von Nepomuk | Statue des hl. Johannes von Nepomuk | 31161/6-2516 Info Katalog | Statue des hl. Johannes von Nepomuk |

## Holenice(Holenitz)
| Lage                                                            | Objekt | Beschreibung | ÚSKP-Nr.                  | Bild           |
| --------------------------------------------------------------- | ------ | --- | ------------------------- | -------------- |
| Holenice, in Ortsmitte, an der Straße bei der Schule (Standort) | Kreuz  | Sandsteinkreuz mit reichem Ornamentschmuck und Reliefs von Heiligen, 1829 vom volkstümlichen Bildhauer Franz Prokop aus Semil geschaffen. | 38769/6-2534 Info Katalog | weitere Bilder |

## Horka u Staré Paky(Falkendorf)
| Lage                                                                  | Objekt                       | Beschreibung                                                          | ÚSKP-Nr.            | Bild           |
| --------------------------------------------------------------------- | ---------------------------- | --------------------------------------------------------------------- | ------------------- | -------------- |
| Horka u Staré Paky, an der Straßenkreuzung I/16 und II/293 (Standort) | Wegweiser und Kilometerstein | Wegweiser und Kilometerstein: - steinerner Wegweiser - Kilometerstein | 106571 Info Katalog | weitere Bilder |

## Hrubá Skála(Großskal)
| Lage | Objekt                              | Beschreibung                        | ÚSKP-Nr.                  | Bild                                |
| --- | ----------------------------------- | ----------------------------------- | ------------------------- | ----------------------------------- |
| Hrubá Skála, bei Haus Nr. 12 (Standort)                                                                         | Statue des hl. Johannes von Nepomuk | Statue des hl. Johannes von Nepomuk | 18972/6-2552 Info Katalog | Statue des hl. Johannes von Nepomuk |
| Hrubá Skála 37 (Standort)                                                                                       | Řezníčkova-Villa (Řezníčkova vila)  | Řezníčkova-Villa                    | 24145/6-2553 Info Katalog | Řezníčkova-Villa (Řezníčkova vila)  |
| Hrubá Skála, zwischen Hrubá Skála und Sedmihorky (Standort)                                                     | Statue des hl. Prokop               | Statue des hl. Prokop               | 22516/6-2551 Info Katalog | Statue des hl. Prokop               |
| Hrubá Skála 1 (Standort)                                                                                        | Schloss Hrubá Skála                 | Schloss Hrubá Skála                 | 40170/6-2549 Info Katalog | weitere Bilder                      |
| Hrubá Skála, am Schloss (Standort)                                                                              | Kirche des hl. Josef                | Kirche des hl. Josef                | 34132/6-2550 Info Katalog | weitere Bilder                      |
| Doubravice (Doubrawitz), beim Haus Nr. 12 (Standort)                                                            | Kruzifix                            | Kruzifix                            | 31634/6-2554 Info Katalog | weitere Bilder                      |
| Rokytnice (Rokitnitz), Einöde Rokytnice (Za Kouty), nördlich des Teichs Vidlák, zwischen Nr. 1 und 2 (Standort) | Kruzifix                            | Kruzifix                            | 102569 Info Katalog       | weitere Bilder                      |
| Krčkovice 14 (Kretschkowitz) (Standort)                                                                         | Bauernhaus Nr. 14                   | Bauerngehöft                        | 14072/6-2555 Info Katalog | weitere Bilder                      |

## Jesenný(Jesen)
| Lage                                                      | Objekt                 | Beschreibung | ÚSKP-Nr.                  | Bild           |
| --------------------------------------------------------- | ---------------------- | --- | ------------------------- | -------------- |
| Jesenný, bei Haus Nr. 136 (Standort)                      | Kruzifix               | Kruzifix | 14941/6-2575 Info Katalog | weitere Bilder |
| Jesenný 130, am Bahnhof (Standort)                        | Haus Nr. 130           | Bauernhaus | 24745/6-2576 Info Katalog | weitere Bilder |
| Jesenný, am Friedhof (Standort)                           | Kreuzerhöhungs-Kapelle | Kreuzerhöhungs-Kapelle, Brücke und Statuen J. Christus, des hl. Petrus, der hl. Maria Magdalena, der hl. Veronika, des hl. Johannes Evangelist und der Jungfrau Maria. | 22439/6-2574 Info Katalog | weitere Bilder |
| Jesenný, an der Straße von Bozkov nach Jesenný (Standort) | Statue des hl. Josef   | Statue des hl. Josef | 51027/6-6196 Info Katalog | weitere Bilder |

## Jestřabí v Krkonoších(Jestrabi)
| Lage                                | Objekt                                           | Beschreibung | ÚSKP-Nr.                  | Bild                               |
| ----------------------------------- | ------------------------------------------------ | --- | ------------------------- | ---------------------------------- |
| Jestřabí v Krkonoších 33 (Standort) | Geburtshaus von Jan Kadavý                       | Geburtshaus von Jan Kadavý (1810–1883). An dem nach dem Zweiten Weltkrieg teilweise modernisierten Haus befindet sich eine Gedenktafel aus Sandstein mit einem Relief-Porträt von Jan Kadavý und einer Inschrift. Die Platte ist mit VITVAR 1960 signiert. Unter der Platte befindet sich ein weiteres Relief einer weiblichen Figur. | 40845/6-2577 Info Katalog | BW                                 |
| Křížlice 33 (Krislitz) (Standort)   | Mikoláškův-Mühle (Mikoláškův mlýn)               | Mikoláškův-Mühle (Wassermühle), vom Ende des 18. Jahrhunderts, mit Umbauten aus dem 19. Jahrhundert. Das Gebäude ist ein wertvolles Beispiel der Volksarchitektur des westlichen Riesengebirges und dank des gut erhaltenen technologischen Zustands der Mühle ein sehr wertvolles technisches Denkmal. | 20763/6-2647 Info Katalog | Mikoláškův-Mühle (Mikoláškův mlýn) |
| Křížlice (Standort)                 | Areal der Kirche St. Johannes des Täufers        | Kirche St. Johannes des Täufers | 106806 Info Katalog       | weitere Bilder                     |
| Křížlice (Standort)                 | Gebäudekomplex der evangelischen Kirche Krislitz | Mittelpunkt des Gebäudekomplexes der evangelischen Kirche, der mit dem Leben der evangelischen Gemeinde in Křižlice verbunden war, ist die vom Friedhof umgebene Andachtshalle (Gebetssaal), das Gebäude der evangelischen Schule nördlich der Andachtshalle und das Pfarrhaus mit ehemaligem landwirtschaftlichen Gut Nr. 77. - Evangelischer Andachtshalle - Evangelische Schule, Nr. 127 - Evangelische Pfarrhaus, Nr. 77 - Evangelischer Friedhof. | 106443 Info Katalog       | weitere Bilder                     |

## Kacanovy(Kazanow)
| Lage                             | Objekt                                              | Beschreibung | ÚSKP-Nr.                  | Bild              |
| -------------------------------- | --------------------------------------------------- | --- | ------------------------- | ----------------- |
| Kacanovy, am Internat (Standort) | Säule mit einer Statue des hl. Johannes von Nepomuk | Säule mit einer Statue des hl. Johannes von Nepomuk am Rand des Gartens am Haus Nr. 19 an der Straße von Kacanov nach Pohoří. Quadratischer Sandsteinsockel mit glattem Schaft und mit Reliefs im Kapitell (vorn Kreuzigung, hinten die hl. Barbara, rechts die hl. Dorothea und links die hl. Katharina). Das Denkmal war in der Vergangenheit polychrom (hellblau auf dem Sockel, Reste von Ocker auf dem Kopf, rote Farbe unten) gestaltet. | 16684/6-2629 Info Katalog | weitere Bilder    |
| Kacanovy 64 (Standort)           | Kopicův-Gut (Kopicův statek)                        | Bauerngehöft, genannt „Kopicův-Gut“ oder „Jiroš Rychta“. Der Vierseithof aus dem 18. Jahrhundert besteht aus einem um 1787 erbauten zweistöckigen Holzhaus, das mit einer steinernen Scheune, dem Wirtschaftsgebäude und einem steinernen Tor verbunden ist sowie einer weiteren Scheune und einer Statue des hl. Georg: - Wohnhaus, Scheune I., Tor, Scheune II, Wirtschaftsgebäude - Statue des hl. Georg (1806)                             | 26620/6-2627 Info Katalog | weitere Bilder    |
| Kacanovy, Na Radči (Standort)    | Kapelle mit Glockenturm                             | Die Kapelle mit dem Glockenturm (ausgeführt von Jan Zeman aus Žernov) wurde 1836 auf dem Gut Aerenthal auf Kosten der Ratsherren und Bürger der Siedlungen Bukowina und Nouzov errichtet. Die Glocke stammt aus dem Jahr 1837. Die Kapelle und das einzige Haus sind die letzten Überreste des untergegangenen Dorfes Radeč. | 33066/6-4761 Info Katalog | weitere Bilder    |
| Kacanovy 57 (Standort)           | Bauernhaus Nr. 57                                   | Bauerngehöft (ohne die Scheune). Das einstöckige Haus wurde im letzten Drittel des 18. Jahrhunderts erbaut. Es ist ein langes Blockhaus mit geschnitzten Säulen und einem Satteldach, heutiges Aussehen auf Grund des Umbaus in den 1990er Jahren. | 35870/6-2628 Info Katalog | Bauernhaus Nr. 57 |

## Karlovice(Karlowitz)
| Lage                                                                                                 | Objekt                              | Beschreibung                                         | ÚSKP-Nr.                  | Bild           |
| --- | ----------------------------------- | ---------------------------------------------------- | ------------------------- | -------------- |
| Karlovice, Přáslavice (Standort)                                                                     | Kirche des hl. Georg                | Kirche des hl. Georg                                 | 14366/6-2633 Info Katalog | weitere Bilder |
| Karlovice, Přáslavice, gegenüber vom Haus Nr. 24 (Standort)                                          | Statue des hl. Johannes von Nepomuk | Statue des hl. Johannes von Nepomuk                  | 100233 Info Katalog       | weitere Bilder |
| Sedmihorky (Wartenberg), am Bahnübergang in Richtung Kurbad (Standort)                               | Wegweiser                           | Wegweiser                                            | 105398 Info Katalog       | weitere Bilder |
| Lázně Sedmihorky (Standort)                                                                          | Denkmal für MUDr. Anton Šlechta     | Denkmal für den Arzt MUDr. Anton Šlechta (1810–1886) | 17946/6-2632 Info Katalog | weitere Bilder |
| Radvánovice (Radwanowitz), am Glockenturm (Standort)                                                 | Kruzifix                            | Kruzifix                                             | 39659/6-2634 Info Katalog | weitere Bilder |
| Roudný (Raudnei), am Weg südlich vom Haus Nr. 31 (Standort)                                          | Säule Maria Immaculata              | Säule Maria Immaculata                               | 51476/6-6255 Info Katalog | weitere Bilder |
| Svatoňovice (Karlovice), an der Straße im westlichen Teil des Orts, zwischen Nr. 6 und 21 (Standort) | Kreuz                               | Kreuz                                                | 51179/6-6208 Info Katalog | weitere Bilder |
| Svatoňovice (Swatonowitz), Za Hájem (Standort)                                                       | Kruzifix                            | Kruzifix                                             | 105695 Info Katalog       | weitere Bilder |

## Klokočí(Klokotsch)
| Lage                                                | Objekt                                           | Beschreibung | ÚSKP-Nr.                  | Bild                                             |
| --------------------------------------------------- | ------------------------------------------------ | --- | ------------------------- | ------------------------------------------------ |
| Klokočí 2, unter der Felsenburg Rotštejn (Standort) | Schmiede und Statue des hl. Johannes von Nepomuk | Eine Schmiede, die in einen Sandstein-Felsblock gehauen wurde. Sie stammt aus dem Jahr 1813 und wird dem Steinmetzmeister Votrub aus Vesce pod Kozákov zugeschrieben. Ebenfalls in den Fels gehauen, steht eine Statue des hl. Johannes von Nepomuk von 1718. | 25134/6-2638 Info Katalog | Schmiede und Statue des hl. Johannes von Nepomuk |
| Klokočí, am Weg von Klokočí nach Vesec (Standort)   | Bildstock am Fialník                             | Bildstock, vermutlich aus dem 18. Jahrhundert. Laut J. V. Scheybal ist dies eine der ältesten Bildstöcke in der Region, 2012 wurde das Denkmal restauriert. | 38546/6-2693 Info Katalog | weitere Bilder                                   |
| Klokočí (Standort)                                  | Kreuz                                            | Das Wegkreuz steht am östlichen Rand des Dorfes an der Straße nach Fialník. Das Kreuz wurde 1847 auf Kosten des Bauern Václav Vlček aus Klokočí erbaut. Auf einem Sockel steht ein massiver Schaft aus rötlichem Sandstein, auf der Stirnseite in einer Nische befindet sich ein Relief der schmerzhaften Jungfrau Maria, in den Seitennischen die Reliefs der hl. Katharina (rechts) und des hl. Wenzel (links). Zwei geflügelte Engelsköpfe schmücken die Ecken an den Stellen der Akroterien. | 47027/6-2636 Info Katalog | Kreuz                                            |
| Klokočí, bei Nr. 5 (Standort)                       | Nischenkapelle mit Statue des hl. Wenzel         | Die Nischenkapelle mit Statue des hl. Wenzel steht im Dorf vor dem Haus Nr. 5, sie wurde 1805 errichtet, wahrscheinlich auf Kosten der Gemeinde. Ein Backsteinbau auf rechteckigem Grundriss mit einem Satteldach und einer tiefen Nische an der Vorderseite mit einer Statue. | 106276 Info Katalog       | Nischenkapelle mit Statue des hl. Wenzel         |

## Košťálov(Koschtialow)
| Lage                                              | Objekt                              | Beschreibung                        | ÚSKP-Nr.                  | Bild                                |
| ------------------------------------------------- | ----------------------------------- | ----------------------------------- | ------------------------- | ----------------------------------- |
| Košťálov, im unteren Teil des Dorfs (Standort)    | Burgruine Košťálov                  | Burgruine Hrad Košťálov             | 22971/6-2640 Info Katalog | weitere Bilder                      |
| Košťálov 70 (Standort)                            | Bauerngehöft Janďourkov             | Bauerngehöft Janďourkov             | 50839/6-6174 Info Katalog | Bauerngehöft Janďourkov             |
| Košťálov 63 (Standort)                            | Wassermühle                         | Wassermühle                         | 50850/6-6184 Info Katalog | Wassermühle                         |
| Košťálov (Standort)                               | Kirche des hl. Jakobus des Älteren  | Kirche des hl. Jakobus des Älteren  | 38115/6-2641 Info Katalog | weitere Bilder                      |
| Kundratice 60 (Kundratitz) (Standort)             | Wassermühle                         | Wassermühle Machův                  | 34245/6-2652 Info Katalog | Wassermühle                         |
| Kundratice 48 (Standort)                          | Speicher am Bauerngehöft Nr. 48     | Bauerngehöft, davon nur: Speicher   | 14952/6-2651 Info Katalog | Speicher am Bauerngehöft Nr. 48     |
| Kundratice, při škole (Standort)                  | Statue des hl. Johannes von Nepomuk | Statue des hl. Johannes von Nepomuk | 23937/6-2650 Info Katalog | Statue des hl. Johannes von Nepomuk |
| Kundratice, am Hügel bei Nr. 11 und 86 (Standort) | Feste                               | Feste, archäologische Spuren        | 26252/6-2649 Info Katalog | BW                                  |

## Kruh(Kruch)
| Lage                | Objekt                     | Beschreibung           | ÚSKP-Nr.                  | Bild               |
| ------------------- | -------------------------- | ---------------------- | ------------------------- | ------------------ |
| Kruh 105 (Standort) | Bauernhaus Nr. 105         | Bauerngehöft           | 15738/6-2646 Info Katalog | Bauernhaus Nr. 105 |
| Kruh 1 (Standort)   | Gehöft U Tuláčků, Ve dvoře | Bauerngehöft U Tuláčků | 33151/6-2645 Info Katalog | weitere Bilder     |

## Ktová (Ktowa)
| Lage                                                      | Objekt                                                   | Beschreibung                                             | ÚSKP-Nr.                  | Bild                                                     |
| --------------------------------------------------------- | -------------------------------------------------------- | -------------------------------------------------------- | ------------------------- | -------------------------------------------------------- |
| Ktová 44 (Standort)                                       | Tor des Gehöfts Nr. 44                                   | Bauerngehöft, davon nur: Tor                             | 18520/6-2648 Info Katalog | Tor des Gehöfts Nr. 44                                   |
| Ktová (Standort)                                          | Säule Maria Immaculata mit schmiedeeisernem Zaun und Tor | Säule Maria Immaculata mit schmiedeeisernem Zaun und Tor | 51234/6-6234 Info Katalog | Säule Maria Immaculata mit schmiedeeisernem Zaun und Tor |
| Ktová, am Weg von Trosky nach Kabát bei Nr. 36 (Standort) | Sühnekreuz                                               | Sühnekreuz                                               | 51230/6-6308 Info Katalog | weitere Bilder                                           |

## Levínská Olešnice(Lewiner Oels)
| Lage                                                                       | Objekt                        | Beschreibung                                                      | ÚSKP-Nr.                  | Bild                          |
| -------------------------------------------------------------------------- | ----------------------------- | ----------------------------------------------------------------- | ------------------------- | ----------------------------- |
| Levínská Olešnice, bei Haus Nr. 161 (Standort)                             | Statue der hl. Dreifaltigkeit | Statue der hl. Dreifaltigkeit                                     | 19448/6-2727 Info Katalog | Statue der hl. Dreifaltigkeit |
| Levínská Olešnice (Standort)                                               | Allerheiligenkirche           | Allerheiligenkirche                                               | 37222/6-2726 Info Katalog | weitere Bilder                |
| Levínská Olešnice (Standort)                                               | Burgruine Hrad Levín          | Reste einer nicht mehr existierenden Burg aus dem 14. Jahrhundert | 37491/6-2725 Info Katalog | BW                            |
| Levínská Olešnice, při komunikaci Levínská Olešnice - Vrchovina (Standort) | Kreuz                         | Kreuz                                                             | 51235/6-6310 Info Katalog | Kreuz                         |
| Žďár (Schdiar) (Standort)                                                  | Kruzifix                      | Kruzifix                                                          | 100585 Info Katalog       | Kruzifix                      |
| Žďár, am östlichen Rand des Dorfes Zdírec (Standort)                       | Feste Hradiště                | Feste Hradiště, archäologische Spuren                             | 36477/6-2877 Info Katalog | BW                            |

## Libštát(Liebstadtl)
| Lage                                                | Objekt                                          | Beschreibung | ÚSKP-Nr.                  | Bild           |
| --------------------------------------------------- | ----------------------------------------------- | --- | ------------------------- | -------------- |
| Libštát, Hoření Kopec (Standort)                    | Hřbitov Českobratrské církve evangelické        | Friedhof der evangelischen Kirche der Böhmischen Brüder. Der Bereich des evangelischen Bethauses mit Friedhof und hölzernem Glockenturm wurde zwischen 1839 und 1842 errichtet. Die Form des Gebäudes orientiert sich an einfachen sakralen Formen mit Elementen des bäuerlichen Barocks.                                                                       | 51197/6-6227 Info Katalog | weitere Bilder |
| Libštát, náměstí (Standort)                         | Mariensäule                                     | Freistehende Sandsteinstatue wohl Anfang 19. Jahrhundert, Restaurierung 1882 am Sockel datiert. | 34706/6-2658 Info Katalog | Mariensäule    |
| Libštát 2 (Standort)                                | Haus Nr. 2                                      | Das einstöckige Holzhaus liegt an einem Hang unterhalb des Kirchengeländes. Das Gebäude, das auch als Schule diente, wurde 1781 erbaut und in der zweiten Hälfte des 19. Jahrhunderts sowie 1922 umgebaut. | 27978/6-2655 Info Katalog | Haus Nr. 2     |
| Libštát 4, an der Brücke über die Oleška (Standort) | Haus Nr. 4                                      | Der ebenerdige Backsteinbau stammt vom Anfang des 19. Jahrhunderts und ist in seiner heutigen Form durch spätere Umbauten entstanden. Das intakt erhaltene Haus beeindruckt vor allem durch seinen eigenwillig verzierten Giebel, der ein einzigartiges Beispiel präziser Schnitzarbeit darstellt. Laut Grundstücksakte beherbergte das Haus einst eine Schule. | 19088/6-2657 Info Katalog | Haus Nr. 4     |
| Libštát, am östlichen Ortsrand (Standort)           | Barocke Steinbrücke über die Oleška mit Statuen | Die einzigartig erhaltene dreibogige Brücke der Straße nach Lomnica über den Fluss Oleška aus dem Jahr 1822 besteht aus rotem Sandstein-Blöcken und ist mit Statuen des hl. Wenzel und des hl. Johannes von Nepomuk versehen. | 17701/6-2659 Info Katalog | weitere Bilder |

## Loučky (Loucek)
| Lage              | Objekt                            | Beschreibung                      | ÚSKP-Nr.            | Bild           |
| ----------------- | --------------------------------- | --------------------------------- | ------------------- | -------------- |
| Loučky (Standort) | Kirche des hl. Antonius von Padua | Kirche des hl. Antonius von Padua | 103423 Info Katalog | weitere Bilder |

## Martinice v Krkonoších(Merzdorf)
| Lage                                          | Objekt                         | Beschreibung                    | ÚSKP-Nr.                  | Bild           |
| --------------------------------------------- | ------------------------------ | ------------------------------- | ------------------------- | -------------- |
| Martinice v Krkonoších, hřbitov (Standort)    | Bildstock                      | Bildstock                       | 49925/6-6103 Info Katalog | weitere Bilder |
| Martinice v Krkonoších 93, 96, 107 (Standort) | Bahnhof Martinice v Krkonoších | Bahnhof Martinice v Krkonoších: | 105843 Info Katalog       | weitere Bilder |

## Mírová pod Kozákovem (Mirowa)
| Lage                                                     | Objekt                                | Beschreibung | ÚSKP-Nr.                  | Bild                                  |
| -------------------------------------------------------- | ------------------------------------- | --- | ------------------------- | ------------------------------------- |
| Bělá (Biela) (Standort)                                  | Felsenburg Rotštejn                   | Burgruine Felsenburg Rothenstein | 27970/6-2637 Info Katalog | weitere Bilder                        |
| Bukovina, im östlichen Teil des Dorfs (Standort)         | Kruzifix                              | Kruzifix. Das Kreuz entstand um die erste Hälfte des 19. Jahrhunderts als Denkmal für den tödlichen Verkehrsunfall von 1841 des jungen Jiří Škoda, Bewohner des sogenannten Škoda-Hofes Nr. 7 (heute Nr. 22), heute nur noch bekannt unter dem örtlichen Namen Mimon. | 105774 Info Katalog       | Kruzifix                              |
| Dubecko 5 (Dubetzko) (Standort)                          | Steinerne Tor des Bauerngehöfts Nr. 5 | Bauerngehöft, nur das steinerne Tor | 41561/6-2688 Info Katalog | Steinerne Tor des Bauerngehöfts Nr. 5 |
| Dubecko, am Haus Nr. 5 (Standort)                        | Kapelle des hl. Johannes von Nepomuk  | Kapelle des hl. Johannes von Nepomuk | 30646/6-2687 Info Katalog | weitere Bilder                        |
| Prackov (Prackow) (Standort)                             | Marienkapelle                         | Marienkapelle | 104202 Info Katalog       | weitere Bilder                        |
| Prackov, bei Nr. 24 (Standort)                           | Obsttrockner am Haus Nr. 24           | Obsttrockner | 103812 Info Katalog       | weitere Bilder                        |
| Prackov (Standort)                                       | Felsenhaus Drábovna                   | Felsenhaus Drábovna | 35871/6-2689 Info Katalog | Felsenhaus Drábovna                   |
| Sekerkovy Loučky, an der Straße nach Chloumek (Standort) | Grenzkreuz                            | Grenzkreuz | 17720/6-2690 Info Katalog | weitere Bilder                        |
| Sekerkovy Loučky (Lautschek) (Standort)                  | Säule Maria Immaculata                | Säule Maria Immaculata | 19164/6-2691 Info Katalog | weitere Bilder                        |
| Vesec (Wesetz) (Standort)                                | Statue des hl. Johannes von Nepomuk   | Statue des hl. Johannes von Nepomuk | 29536/6-2692 Info Katalog | weitere Bilder                        |

## Modřišice (Modschitz)
| Lage                             | Objekt                | Beschreibung | ÚSKP-Nr.                  | Bild           |
| -------------------------------- | --------------------- | ------------ | ------------------------- | -------------- |
| Modřišice, bei Nr. 10 (Standort) | Bauernhaus bei Nr. 10 | Bauerngehöft | 14235/6-2696 Info Katalog | weitere Bilder |
| Modřišice 14 (Standort)          | Bauernhaus Nr. 14     | Bauerngehöft | 27913/6-2694 Info Katalog | weitere Bilder |
| Modřišice, Dorfplatz (Standort)  | Kruzifix              | Kruzifix     | 35117/6-2697 Info Katalog | weitere Bilder |

## Mříčná (Wemerschitz)
| Lage                                                                   | Objekt                          | Beschreibung                          | ÚSKP-Nr.                  | Bild                            |
| ---------------------------------------------------------------------- | ------------------------------- | ------------------------------------- | ------------------------- | ------------------------------- |
| Mříčná, westlich vom Harrachov-Hof, nördlich vom Schwimmbad (Standort) | Höhenburg                       | Feste, archäologische Spuren          | 25143/6-2699 Info Katalog | BW                              |
| Mříčná 1 (Standort)                                                    | Bauernhaus Nr. 1                | Bauerngehöft                          | 12707/6-4419 Info Katalog | Bauernhaus Nr. 1                |
| Mříčná, nordwestlich vom Haus Nr. 126 (Standort)                       | Höhenburg Smiřično              | Feste Smiřično, archäologische Spuren | 36284/6-2698 Info Katalog | BW                              |
| Mříčná (Standort)                                                      | Kirche der hl. Katharina        | Kirche der hl. Katharina              | 45408/6-2700 Info Katalog | weitere Bilder                  |
| Mříčná (Standort)                                                      | Tor des evangelischen Friedhofs | Evangelischer Friedhof, nur das Tor   | 85211/6-2071 Info Katalog | Tor des evangelischen Friedhofs |

## Ohrazenice (Wochrasenitz)
| Lage                                          | Objekt    | Beschreibung                           | ÚSKP-Nr.                  | Bild           |
| --------------------------------------------- | --------- | -------------------------------------- | ------------------------- | -------------- |
| Ohrazenice, an der Straßenkreuzung (Standort) | Wegweiser | Steinerner Wegweiser aus dem Jahr 1813 | 44870/6-2721 Info Katalog | weitere Bilder |

## Olešnice (Woleschnitz)
| Lage                               | Objekt                 | Beschreibung           | ÚSKP-Nr.                  | Bild              |
| ---------------------------------- | ---------------------- | ---------------------- | ------------------------- | ----------------- |
| Olešnice (Standort)                | Burgruine Chlum-Kozlov | Burgruine Hrad Chlum   | 19671/6-2722 Info Katalog | weitere Bilder    |
| Olešnice, an der Schule (Standort) | Mariensäule von Bozkov | Mariensäule von Bozkov | 19900/6-2724 Info Katalog | weitere Bilder    |
| Olešnice 16 (Standort)             | Bauernhaus Nr. 16      | Bauerngehöft           | 30210/6-2723 Info Katalog | Bauernhaus Nr. 16 |

## Peřimov (Perschimov)
| Lage                                                  | Objekt                      | Beschreibung                | ÚSKP-Nr.                  | Bild                |
| ----------------------------------------------------- | --------------------------- | --------------------------- | ------------------------- | ------------------- |
| Peřimov 75 (Standort)                                 | Wassermühle Nr. 75          | Wassermühle                 | 49682/6-6090 Info Katalog | Wassermühle Nr. 75  |
| Peřimov 77 (Standort)                                 | Bauernhaus Nr. 77           | Bauerngehöft                | 50114/6-6119 Info Katalog | Bauernhaus Nr. 77   |
| Peřimov 93 (Standort)                                 | Bauernhaus Nr. 93           | Bauerngehöft                | 50848/6-6182 Info Katalog | Bauernhaus Nr. 93   |
| Peřimov 89 (Standort)                                 | Bauernhaus Nr. 89           | Bauerngehöft                | 50849/6-6190 Info Katalog | Bauernhaus Nr. 89   |
| Peřimov, zwischen Peřimov und Dolní Sytová (Standort) | Straßenbrücke über die Iser | Straßenbrücke über die Iser | 39985/6-2733 Info Katalog | weitere Bilder      |
| Peřimov, an der Schule (Standort)                     | Kruzifix                    | Kruzifix                    | 17154/6-2735 Info Katalog | Kruzifix            |
| Peřimov 105 (Standort)                                | Haus Nr. 105                | Bauernhaus                  | 101389 Info Katalog       | Haus Nr. 105        |
| Peřimov 18 (Standort)                                 | Bauernhaus Nr. 18           | Bauerngehöft                | 101254 Info Katalog       | Bauernhaus Nr. 18   |
| Peřimov 16, an der Schule (Standort)                  | Haus Nr. 16                 | Bauernhaus                  | 24805/6-2734 Info Katalog | Haus Nr. 16         |
| Peřimov 76 (Standort)                                 | Bauernhaus Na skali         | Bauerngehöft Na skali       | 19838/6-2732 Info Katalog | Bauernhaus Na skali |

## Poniklá (Ponikla)
| Lage                               | Objekt                              | Beschreibung                                         | ÚSKP-Nr.                  | Bild                                |
| ---------------------------------- | ----------------------------------- | ---------------------------------------------------- | ------------------------- | ----------------------------------- |
| Poniklá (Standort)                 | Kirche des hl. Jakobus              | Kirche des hl. Jakobus                               | 14280/6-2736 Info Katalog | weitere Bilder                      |
| Poniklá, bei der Kirche (Standort) | Statue des hl. Johannes von Nepomuk | Statue des hl. Johannes von Nepomuk                  | 16560/6-2737 Info Katalog | Statue des hl. Johannes von Nepomuk |
| Poniklá 159 (Standort)             | Haus Nr. 159                        | Bauernhaus                                           | 37683/6-2739 Info Katalog | Haus Nr. 159                        |
| Poniklá 212 (Standort)             | Bauernhaus Nr. 212                  | Bauerngehöft                                         | 21185/6-2738 Info Katalog | Bauernhaus Nr. 212                  |
| Poniklá 68 (Standort)              | Haus Nr. 68                         | Bauernhaus                                           | 22853/6-2742 Info Katalog | Haus Nr. 68                         |
| Přívlaka (Priwlak) (Standort)      | Brücke über die Iser                | Steinerne Brücke über die Iser aus den 1860er Jahren | 106740 Info Katalog       | weitere Bilder                      |

## Přepeře (Pschepersch)
| Lage                                                  | Objekt                             | Beschreibung                       | ÚSKP-Nr.                  | Bild           |
| ----------------------------------------------------- | ---------------------------------- | ---------------------------------- | ------------------------- | -------------- |
| Přepeře, bei Nr. 57 (Standort)                        | Kruzifix                           | Kruzifix                           | 31893/6-2745 Info Katalog | weitere Bilder |
| Přepeře (Standort)                                    | Kirche des hl. Jakobus des Älteren | Kirche des hl. Jakobus des Älteren | 37579/6-2743 Info Katalog | weitere Bilder |
| Přepeře (Standort)                                    | Friedhofskapelle                   | Friedhofskapelle                   | 11302/6-5932 Info Katalog | weitere Bilder |
| Přepeře 10 (Standort)                                 | Pfarrhaus                          | Pfarrhaus                          | 101004 Info Katalog       | weitere Bilder |
| Přepeře 19 (Standort)                                 | Bauernhaus Nr. 19                  | Bauerngehöft                       | 19988/6-2746 Info Katalog | weitere Bilder |
| Přepeře, am Weg nach Příšovice (Prisowitz) (Standort) | Statue der hl. Agathe              | Statue der hl. Agathe              | 20397/6-2744 Info Katalog | weitere Bilder |

## Příkrý (Pschikri)
| Lage                                        | Objekt                 | Beschreibung           | ÚSKP-Nr.                  | Bild           |
| ------------------------------------------- | ---------------------- | ---------------------- | ------------------------- | -------------- |
| Příkrý (Standort)                           | Kruzifix               | Kruzifix               | 100603 Info Katalog       | Kruzifix       |
| Příkrý, gegenüber von Kruh 64 (Standort)    | Bauernhaus Nr. 64      | Bauernhaus             | 12450/6-6001 Info Katalog | BW             |
| Příkrý, am Glockenturm (Standort)           | Kalvarienberg-Skulptur | Kalvarienberg-Skulptur | 41426/6-2748 Info Katalog | weitere Bilder |
| Příkrý, am Feldweg nach Škodějov (Standort) | Kruzifix               | Kruzifix               | 32443/6-2747 Info Katalog | weitere Bilder |
| Příkrý, im Dorfzentrum (Standort)           | Bildstock              | Bildstock              | 50920/6-6185 Info Katalog | weitere Bilder |
| Škodějov, na Zimrově (Standort)             | Säule mit Marienstatue | Säule mit Marienstatue | 22777/6-2806 Info Katalog | weitere Bilder |
| Škodějov, bei Nr. 18 (Standort)             | Glockenturm            | Glockenturm            | 26903/6-2805 Info Katalog | weitere Bilder |

## Radostná pod Kozákovem
| Lage                                           | Objekt                 | Beschreibung                  | ÚSKP-Nr.                  | Bild           |
| ---------------------------------------------- | ---------------------- | ----------------------------- | ------------------------- | -------------- |
| Lestkov (Leskow) (Standort)                    | Quellkapelle „Radstná“ | Quellkapelle (Kaple studánky) | 25957/6-2749 Info Katalog | weitere Bilder |
| Lestkov, an der Straße nach Loktuše (Standort) | Kruzifix               | Kruzifix                      | 100875 Info Katalog       | weitere Bilder |
| Volavec (Wolawetz), Dorfplatz (Standort)       | Kapelle                | Kapelle                       | 22814/6-2750 Info Katalog | weitere Bilder |

## Rovensko pod Troskami(Rowensko b. Turnau)
| Lage                                                        | Objekt                                       | Beschreibung                                                  | ÚSKP-Nr.                  | Bild                                         |
| ----------------------------------------------------------- | -------------------------------------------- | ------------------------------------------------------------- | ------------------------- | -------------------------------------------- |
| Rovensko pod Troskami (Standort)                            | Kirche des hl. Wenzel                        | Kirche St. Wenzel, hölzerner Glockenturm und Kriegerdenkmal.  | 21260/6-2766 Info Katalog | weitere Bilder                               |
| Rovensko pod Troskami, am Bahnhof (Standort)                | Statue des hl. Wenzel                        | Statue des hl. Wenzel                                         | 32835/6-2770 Info Katalog | Statue des hl. Wenzel                        |
| Rovensko pod Troskami, Revoluční, im Park (Standort)        | Büste des Svatopluk Čech                     | Büste des Svatopluk Čech                                      | 18707/6-4764 Info Katalog | weitere Bilder                               |
| Rovensko pod Troskami, náměstí (Standort)                   | Säule mit Marienstatue                       | Säule mit Marienstatue                                        | 14367/6-2769 Info Katalog | weitere Bilder                               |
| Rovensko pod Troskami, náměstí (Standort)                   | Skulptur „Gespräch“                          | Skulptur „Gespräch“                                           | 19690/6-4757 Info Katalog | Skulptur „Gespräch“                          |
| Rovensko pod Troskami, Komenského, an der Brücke (Standort) | Statue des hl. Johannes von Nepomuk na mostě | Straßenbrücke, davon nur: Statue des hl. Johannes von Nepomuk | 24053/6-2773 Info Katalog | Statue des hl. Johannes von Nepomuk na mostě |
| Blatec (Baltetz), bei Nr. 6 (Standort)                      | Statue des hl. Johannes von Nepomuk          | Statue des hl. Johannes von Nepomuk                           | 47290/6-2531 Info Katalog | Statue des hl. Johannes von Nepomuk          |
| Štěpánovice (Stepanowitz), am Weg (Standort)                | Kruzifix                                     | Kruzifix                                                      | 38063/6-2532 Info Katalog | Kruzifix                                     |
| Štěpánovice (Standort)                                      | Kruzifix                                     | Kruzifix                                                      | 24563/6-2533 Info Katalog | Kruzifix                                     |

## Roztoky u Jilemnice(Rostok b. Starkenbach)
| Lage                                                     | Objekt                         | Beschreibung                   | ÚSKP-Nr.                  | Bild           |
| -------------------------------------------------------- | ------------------------------ | ------------------------------ | ------------------------- | -------------- |
| Roztoky u Jilemnice 136, místní část Dolánky (Standort)  | Haus Nr. 136                   | Bauernhaus                     | 14836/6-2779 Info Katalog | weitere Bilder |
| Roztoky u Jilemnice (Standort)                           | Kirche St. Philipp und Jakobus | Kirche St. Philipp und Jakobus | 100925 Info Katalog       | weitere Bilder |
| Roztoky u Jilemnice, am alten Friedhof (Standort)        | Statue der Krönung Mariens     | Sousoší Korunování P. Marie    | 35038/6-2774 Info Katalog | weitere Bilder |
| Roztoky u Jilemnice, na Perklíně, bei Nr. 160 (Standort) | Sühnekreuz                     | Sühnekreuz                     | 44997/6-2776 Info Katalog | weitere Bilder |
| Roztoky u Jilemnice 29 (Standort)                        | Bauernhaus Nr. 29              | Bauerngehöft                   | 38720/6-2778 Info Katalog | weitere Bilder |
| Roztoky u Jilemnice 22 (Standort)                        | Bauernhaus Nr. 22              | Bauerngehöft                   | 41178/6-2777 Info Katalog | weitere Bilder |

## Roztoky u Semil (Rostok b. Semil)
| Lage                                                        | Objekt                              | Beschreibung                        | ÚSKP-Nr.                  | Bild           |
| ----------------------------------------------------------- | ----------------------------------- | ----------------------------------- | ------------------------- | -------------- |
| Roztoky u Semil, Koutsko, am Feldweg nach Bozkov (Standort) | Säule mit Marienstatue              | Säule mit Bozkovsker Marienstatue   | 49905/6-6105 Info Katalog | weitere Bilder |
| Roztoky u Semil (Standort)                                  | Säule Maria Immaculata              | Säule Maria Immaculata              | 12750/6-2775 Info Katalog | weitere Bilder |
| Roztoky u Semil, na Buči (Standort)                         | Statue der Maria in Hoffnung        | Statue der Maria in Hoffnung        | 12751/6-5708 Info Katalog | weitere Bilder |
| Roztoky u Semil (Standort)                                  | Statue des hl. Johannes von Nepomuk | Statue des hl. Johannes von Nepomuk | 12752/6-5689 Info Katalog | weitere Bilder |

## Slaná(Slana)
| Lage                          | Objekt            | Beschreibung | ÚSKP-Nr.                  | Bild              |
| ----------------------------- | ----------------- | ------------ | ------------------------- | ----------------- |
| Slaná (Standort)              | Kruzifix          | Kruzifix     | 24684/6-4765 Info Katalog | Kruzifix          |
| Slaná 43 (Standort)           | Bauernhaus Nr. 43 | Bauerngehöft | 28027/6-2787 Info Katalog | Bauernhaus Nr. 43 |
| Bořkov 45 (Borkow) (Standort) | Bauernhaus Nr. 45 | Bauerngehöft | 32809/6-2786 Info Katalog | Bauernhaus Nr. 45 |

## Stružinec (Struschinetz)
| Lage                                        | Objekt                              | Beschreibung | ÚSKP-Nr.                  | Bild                                |
| ------------------------------------------- | ----------------------------------- | --- | ------------------------- | ----------------------------------- |
| Stružinec, neben dem Schulgarten (Standort) | Statue der Krönung Mariens          | Statue der Krönung der Jungfrau Maria oder der Heiligen Dreifaltigkeit. Die Skulptur im neugotischen Stil aus feinem hellockerfarbenem Sandstein wurde auf eigene Kosten von Jan Otmar und seiner Frau Maria im Jahre 1855 vom Bildhauer Antonín Suchard aus Nové Paka gebaut. Sie steht zwischen zwei Linden. | 26429/6-2789 Info Katalog | weitere Bilder                      |
| Stružinec, bei Nr. 24 (Standort)            | Blockhaus bei Nr. 24                | Bauernhaus - Blockhaus | 50840/6-6194 Info Katalog | Blockhaus bei Nr. 24                |
| Stružinec, bei Nr. 122 (Standort)           | Statue des hl. Johannes von Nepomuk | Statue des hl. Johannes von Nepomuk | 34147/6-2790 Info Katalog | Statue des hl. Johannes von Nepomuk |
| Tuhaň 5 (Tuhan) (Standort)                  | Bauernhaus Nr. 5                    | Bauerngehöft | 34539/6-4784 Info Katalog | Bauernhaus Nr. 5                    |

## Studenec(Studenetz)
| Lage                                                             | Objekt                              | Beschreibung                        | ÚSKP-Nr.                  | Bild                                |
| ---------------------------------------------------------------- | ----------------------------------- | ----------------------------------- | ------------------------- | ----------------------------------- |
| Studenec, am Friedhof (Standort)                                 | Kirche des hl. Johannes des Täufers | Kirche des hl. Johannes des Täufers | 102792 Info Katalog       | weitere Bilder                      |
| Studenec, bei der Kirche (Standort)                              | Kruzifix                            | Kruzifix                            | 32400/6-2792 Info Katalog | Kruzifix                            |
| Studenec, bei Nr. 83 (Standort)                                  | Statue des hl. Johannes von Nepomuk | Statue des hl. Johannes von Nepomuk | 39778/6-2791 Info Katalog | weitere Bilder                      |
| Zálesní Lhota (Huttendorf), Feldweg nördlich vom Dorf (Standort) | Statue des hl. Johannes von Nepomuk | Statue des hl. Johannes von Nepomuk | 25589/6-2876 Info Katalog | Statue des hl. Johannes von Nepomuk |

## Svojek (Swojek)
| Lage                 | Objekt                          | Beschreibung                      | ÚSKP-Nr.                  | Bild                            |
| -------------------- | ------------------------------- | --------------------------------- | ------------------------- | ------------------------------- |
| Svojek 28 (Standort) | Speicher am Bauerngehöft Nr. 28 | Bauerngehöft, davon nur: Speicher | 41793/6-2794 Info Katalog | Speicher am Bauerngehöft Nr. 28 |
| Svojek 4 (Standort)  | Haus Nr. 4                      | Bauernhaus                        | 30688/6-2793 Info Katalog | BW                              |
| Svojek 33 (Standort) | Bauernhaus Nr. 33               | Bauerngehöft                      | 23346/6-2795 Info Katalog | Bauernhaus Nr. 33               |
| Tample (Standort)    | Kalvarienberg-Skulptur          | Kalvarienberg-Skulptur            | 51183/6-6218 Info Katalog | Kalvarienberg-Skulptur          |

## Syřenov (Sirschenow)
| Lage                             | Objekt                              | Beschreibung                        | ÚSKP-Nr.                  | Bild             |
| -------------------------------- | ----------------------------------- | ----------------------------------- | ------------------------- | ---------------- |
| Syřenov 18 (Standort)            | Bauernhaus Nr. 18                   | Bauerngehöft                        | 34425/6-2803 Info Katalog | weitere Bilder   |
| Syřenov 7 (Standort)             | Bauernhaus Nr. 7                    | Bauerngehöft                        | 37867/6-2802 Info Katalog | weitere Bilder   |
| Syřenov 62 (Standort)            | Bauernhaus Nr. 62                   | Bauerngehöft                        | 24722/6-2800 Info Katalog | weitere Bilder   |
| Syřenov (Standort)               | Burgruine Kumburk                   | Burgruine Hrad Kumburk              | 22941/6-2798 Info Katalog | weitere Bilder   |
| Syřenov (Standort)               | Kruzifix                            | Kruzifix                            | 100747 Info Katalog       | weitere Bilder   |
| Syřenov, am Kuhstall (Standort)  | Statue des hl. Johannes von Nepomuk | Statue des hl. Johannes von Nepomuk | 16466/6-2801 Info Katalog | weitere Bilder   |
| Újezdec 6 (Aujezdetz) (Standort) | Bauernhaus Nr. 6                    | Bauerngehöft                        | 105045 Info Katalog       | Bauernhaus Nr. 6 |
| Újezdec (Standort)               | Burgruine Bradlec                   | Burgruine Hrad Bradlec              | 17786/6-2799 Info Katalog | weitere Bilder   |

## Tatobity (Tatobit)
| Lage                             | Objekt      | Beschreibung | ÚSKP-Nr.                  | Bild           |
| -------------------------------- | ----------- | ------------ | ------------------------- | -------------- |
| Tatobity, Dorfplatz (Standort)   | Kruzifix    | Kruzifix     | 17331/6-2808 Info Katalog | weitere Bilder |
| Tatobity, am Feldweg (Standort)  | Mariensäule | Mariensäule  | 16181/6-2807 Info Katalog | weitere Bilder |
| Tatobity, am Friedhof (Standort) | Gedenkkreuz | Gedenkkreuz  | 18759/6-2809 Info Katalog | Gedenkkreuz    |

## Troskovice(Troskowitz)
| Lage                     | Objekt       | Beschreibung          | ÚSKP-Nr.                  | Bild           |
| ------------------------ | ------------ | --------------------- | ------------------------- | -------------- |
| Troskovice 21 (Standort) | Mlýn Nebákov | Wassermühle Nebákov   | 21501/6-4518 Info Katalog | weitere Bilder |
| Troskovice (Standort)    | Burg Trosky  | Burgruine Hrad Trosky | 20812/6-2810 Info Katalog | weitere Bilder |

## Veselá (Wessela)
| Lage                                | Objekt   | Beschreibung | ÚSKP-Nr.                  | Bild           |
| ----------------------------------- | -------- | ------------ | ------------------------- | -------------- |
| Kotelsko, im Dorfzentrum (Standort) | Kruzifix | Kruzifix     | 31981/6-2644 Info Katalog | weitere Bilder |

## Víchová nad Jizerou (Wichau)
| Lage                                               | Objekt                              | Beschreibung                        | ÚSKP-Nr.                  | Bild                                |
| -------------------------------------------------- | ----------------------------------- | ----------------------------------- | ------------------------- | ----------------------------------- |
| Víchová nad Jizerou 105, an der Straße (Standort)  | Haus Nr. 105                        | Bauernhaus                          | 37863/6-2849 Info Katalog | Haus Nr. 105                        |
| Víchová nad Jizerou (Standort)                     | Glockenturm mit Glocken             | Glockenturm mit Glocken             | 51743/6-6280 Info Katalog | weitere Bilder                      |
| Víchová nad Jizerou (Standort)                     | Statue des hl. Johannes von Nepomuk | Statue des hl. Johannes von Nepomuk | 51184/6-6215 Info Katalog | Statue des hl. Johannes von Nepomuk |
| Víchová nad Jizerou, hřbitov (Standort)            | Säule mit Marienstatue              | Säule mit Marienstatue              | 23737/6-2847 Info Katalog | weitere Bilder                      |
| Víchová nad Jizerou 85 (Standort)                  | Bauernhaus Nr. 85                   | Bauerngehöft                        | 24586/6-2848 Info Katalog | Bauernhaus Nr. 85                   |
| Víchová nad Jizerou, bei Nr. 13 (Standort)         | Glockenturm                         | Glockenturm                         | 20561/6-2850 Info Katalog | weitere Bilder                      |
| Víchovská Lhota 26 (Wichowska Lhota) (Standort)    | Bauernhaus Nr. 26                   | Bauerngehöft                        | 15319/6-2851 Info Katalog | weitere Bilder                      |
| Horní Sytová (Ober Sytowa), Arnoštov 11 (Standort) | Gasthaus                            | Gasthaus                            | 44753/6-2846 Info Katalog | Gasthaus                            |

## Vítkovice(Witkowitz)
| Lage                                   | Objekt                              | Beschreibung                        | ÚSKP-Nr.                  | Bild                                |
| -------------------------------------- | ----------------------------------- | ----------------------------------- | ------------------------- | ----------------------------------- |
| Vítkovice (Standort)                   | Kirche St. Peter und Paul           | Kirche St. Peter und Paul           | 21782/6-2852 Info Katalog | weitere Bilder                      |
| Vítkovice, in der Ortsmitte (Standort) | Statue des hl. Johannes von Nepomuk | Statue des hl. Johannes von Nepomuk | 27193/6-2853 Info Katalog | Statue des hl. Johannes von Nepomuk |
| Skelné Hutě 121 (Hütten) (Standort)    | Haus Nr. 121                        | Bauernhaus                          | 51091/6-6200 Info Katalog | BW                                  |

## Všeň(Weschen)
| Lage                                                                             | Objekt                              | Beschreibung | ÚSKP-Nr.                  | Bild                                |
| -------------------------------------------------------------------------------- | ----------------------------------- | --- | ------------------------- | ----------------------------------- |
| Všeň, auf dem Berg Ostrá (Standort)                                              | Kirche St. Jakob und Philipp        | Kirche St. Jakob und Philipp - Leichenhalle (an der Nordecke des Friedhofs) - Statue des hl. Judas Thaddäus (nordwestliche Ecke der Kirche) - Statue des hl. Josef (südwestliche Ecke der Kirche) - Skulpturen am Treppengeländer von Norden: St. Wenzel, St. Adalbert, St. Prokop und St. Florian - Einfriedung und Tor - Kruzifix am Eingang zur Kirche. | 16013/6-2854 Info Katalog | weitere Bilder                      |
| Všeň, gegenüber vom Gemeindeamt, am Weg zur Kirche, bei Nr. 11 (Standort)        | Kruzifix                            | Kruzifix | 31415/6-2857 Info Katalog | Kruzifix                            |
| Všeň, Dorfplatz, Hrubá Strana, bei Nr. 20 (Standort)                             | Statue des hl. Johannes von Nepomuk | Statue des hl. Johannes von Nepomuk | 35405/6-2856 Info Katalog | Statue des hl. Johannes von Nepomuk |
| Všeň 11 (Standort)                                                               | Haus Nr. 11                         | Bauernhaus | 103635 Info Katalog       | Haus Nr. 11                         |
| Všeň 14, Hrubá Strana (Standort)                                                 | Bauernhaus Nr. 14                   | Bauerngehöft | 14271/6-5515 Info Katalog | Bauernhaus Nr. 14                   |
| Všeň 16, Hrubá Strana, Dorfplatz (Standort)                                      | Bauernhaus Nr. 16                   | Bauerngehöft | 22080/6-2858 Info Katalog | Bauernhaus Nr. 16                   |
| Všeň, Malá Strana, an der Kreuzung bei Nr. 69 (Standort)                         | Säule mit Marienstatue              | Säule mit Marienstatue | 17848/6-2855 Info Katalog | Säule mit Marienstatue              |
| Všeň, rozcestí U sv. Jana, v polích severovýchodně od Žďáru, pp. 2407 (Standort) | Statue des hl. Johannes von Nepomuk | Statue des hl. Johannes von Nepomuk | 105639 Info Katalog       | Statue des hl. Johannes von Nepomuk |
| Mokrý 12 (Mokrei), Dorfplatz (Standort)                                          | Tor des Bauernhauses Nr. 12         | Bauerngehöft, davon nur: Tor | 19558/6-2859 Info Katalog | Tor des Bauernhauses Nr. 12         |

## Vyskeř(Wiskersch)
| Lage                             | Objekt                              | Beschreibung                        | ÚSKP-Nr.                  | Bild                                |
| -------------------------------- | ----------------------------------- | ----------------------------------- | ------------------------- | ----------------------------------- |
| Vyskeř (Standort)                | Glockenturm                         | Glockenturm                         | 31975/6-2861 Info Katalog | weitere Bilder                      |
| Vyskeř, na Hůře (Standort)       | Annenkapelle                        | Annenkapelle                        | 44757/6-2860 Info Katalog | weitere Bilder                      |
| Vyskeř, Dorfplatz (Standort)     | Statue des hl. Johannes von Nepomuk | Statue des hl. Johannes von Nepomuk | 49924/6-6236 Info Katalog | Statue des hl. Johannes von Nepomuk |
| Vyskeř (Standort)                | Kirche Mariä Himmelfahrt            | Kirche Mariä Himmelfahrt            | 101266 Info Katalog       | weitere Bilder                      |
| Mladostov (Mladostow) (Standort) | Kruzifix                            | Kruzifix                            | 100740 Info Katalog       | weitere Bilder                      |

## Záhoří(Sahorsch)
| Lage                                   | Objekt                              | Beschreibung                        | ÚSKP-Nr.                  | Bild           |
| -------------------------------------- | ----------------------------------- | ----------------------------------- | ------------------------- | -------------- |
| Pipice (Pipitz), bei Nr. 21 (Standort) | Statue des hl. Johannes von Nepomuk | Statue des hl. Johannes von Nepomuk | 32989/6-2875 Info Katalog | weitere Bilder |

## Žernov(Schernow)
| Lage                                        | Objekt                              | Beschreibung                        | ÚSKP-Nr.                  | Bild                                |
| ------------------------------------------- | ----------------------------------- | ----------------------------------- | ------------------------- | ----------------------------------- |
| Žernov, am Feld westlich vom Ort (Standort) | Statue des hl. Johannes von Nepomuk | Statue des hl. Johannes von Nepomuk | 34004/6-2878 Info Katalog | Statue des hl. Johannes von Nepomuk |
| Žernov (Standort)                           | Kruzifix                            | Kruzifix                            | 100048 Info Katalog       | Kruzifix                            |
| Žernov, Dorfplatz (Standort)                | Statue der Unbefleckten Empfängnis  | Statue der Unbefleckten Empfängnis  | 27817/6-2879 Info Katalog | Statue der Unbefleckten Empfängnis  |
| Sýkořice (Sekoritz) (Standort)              | Säule mit Kalvarienberg-Skulptur    | Säule mit Kalvarienberg-Skulptur    | 51244/6-6245 Info Katalog | weitere Bilder                      |

## Ausführliche Denkmaltexte
1. ↑  
Gebäudekomplex der evangelischen Kirche Křížlice (Krislitz)

Der Friedhof mit Leichenhalle und Einfriedung befindet sich auf dem Grundstück, das die Kirche umgibt. Er wird bis heute genutzt. Acht historische Grabsteine sind von besonderer kulturhistorischer Qualität: 
  - Grabstein der Familien Nechanická und Kobra. Der Grabstein aus der Zwischenkriegszeit wird von knienden Engelsfiguren und einer weinenden Frau flankiert und ist ein Werk des Künstlers Anton Suchard aus Nová Paka.
  - Grabstein der Familie Jan Molnár. Der Grabstein befindet sich an der Außenseite des Presbyteriums der Kirche. Jan Molnár war in den Jahren 1798–1809 und 1813–1828 hier Pfarrer. In den Jahren von 1828 bis 1863 ist hier auch sein Sohn Matouš Michal Jan Molnár hier Pfarrer gewesen und hier beigesetzt worden. Der Grabstein besteht aus einem Sandsteinsockel mit einer Christus-Statue.
  - Grabstein der Familie Josef Kovář. Der Grabstein befindet sich vor dem Presbyterium der Kirche. Der Grabstein hat eine historisierende neobarocke Gestalt in Form einer Ädikula mit Inschriftentafel, die in der Nische einer Rollwerk-Kartusche eingesetzt ist. Die Kartuschen werden von einem geflügelten Engelskopf gekrönt und sind seitlich mit Blumengirlanden versehen.
  - Grabstein der Kinder von Bohdan Kutlík I. Der Grabstein befindet sich im Bereich hinter dem Presbyterium der Kirche, im hinteren Teil des Friedhofs. Er hat die Form eines einfachen Kreuzes. Hier sind drei Kinder des hiesigen Pfarrers Bohdan Kutlík begraben, die zwischen 1889 und 1894 verstorben sind. Der Grabstein aus Sandstein besteht aus einem Sockel mit einem aufgesetzten Kreuz.
  - Grabstein der Kinder von Bohdan Kutlík II. Der Grabstein befindet sich auf der Rückseite des Friedhofs in der Nähe der Leichenhalle und hat die Form eines einfachen Kreuzes. Hier sind drei Kinder des Priesters Bohdan Kutlík begraben, die zwischen 1867 und 1875 verstorben sind. Der Grabstein aus Sandstein besteht aus einem Sockel mit einem aufgesetzten Kreuz.
  - Grabstein der Familie Vejnar. Der Grabstein gehört der bedeutenden Müllerfamilie Vejnar aus Hrabacov, die eine wichtige Stellung in der evangelischen Kirche innehatte. Die Beerdigung der Anna Vejnarová fand 1843 statt. Der Grabstein, der Mitte des 19. Jahrhunderts geschaffen wurde, zeigt eine klassizistische Gestalt. Die Grabstelle ist mit einer Fundamentplatte bedeckt, auf der eine schmalere Platte aufgelegt wird. Die Platten sind mit Moos und Pflanzen bewachsen. Der Grabstein aus Sandstein hat die Form einer stilisierten Ädikula mit einem dreieckigen Tympanon, das ein Kelchrelief trägt. Auf dem Tympanonfortsatz steht eine Urne mit seitlich in Falten gelegtem Schleier (als Symbol der Auferstehung).
  - Grabstein von Jan Janata. Der Grabstein gehört dem Bauern Jan Janat aus Víchová, der 1894 gestorben ist. Der Grabstein besteht aus Sandstein mit einem Sockel und einem Kreuz.
  - Grabstein von Jakub Kučera. Der prächtige neugotische Grabstein gehört dem 1873 verstorbenen Jakub Kučer aus Víchová Lhota. Er befindet sich im vorderen Teil des Friedhofs westlich des Kirchturms. Der Grabstein trägt in seinem mit Säulen gesäumten Mittelteil eine marmorne Inschriftentafel.
  - Leichenhalle
  - Tor, auf der Westseite
  - Pforte, auf der Ostseite
2. ↑  
Kruzifix in Bukovina

Auf der Vorderseite ist der hl. Georg als Drachentöter unter einem Baldachin dargestellt, an der Westwand die in einen Mantel gehüllte Jungfrau Maria mit flehentlich gefalteten Händen und der hl. Johannes von Nepomuck im traditionellen Stil. Der Sockel wird durch ein beschädigtes Kapitell mit Voluten, Quasten und einem markanten Paar geflügelter Engelsköpfe abgeschlossen. Darüber ist ein gusseisernes Kreuz mit dem Leib des gekreuzigten Christus verankert. Die Bildhauer-Arbeiten werden dem ortsbekannten Künstler Ignac Martinac aus Sestroňovice zugeschrieben. Das vollständig erhaltene Kreuz mit reich verziertem gusseisernen Aufsatz befindet sich noch heute an seinem ursprünglichen Platz an der Kreuzung der alten Straßen, zwischen zwei Linden am Rand des Grundstücks, hinter dem Garten von Haus Nr. 77 mit der Inschrift: „Im Gedenken an den Tod des Unglücklichen / Jiří Škoda aus Mimon, der am 24. April 1841 im Alter von 13 ½ Jahren an dieser Stelle / unschuldig von einem unachtsam vorbeifahrenden Karren überfahren wurde von. / Erbaut vom Vater des unglücklichen Jiří Škoda, / restauriert von seinem Bruder Jan Škoda. / L P 1886 und 1902“.